# Hapsifera ignobilis
Hapsifera ignobilis är en fjärilsart som beskrevs av Edward Meyrick 1919. Hapsifera ignobilis ingår i släktet Hapsifera och familjen äkta malar. Inga underarter finns listade i Catalogue of Life.